# Божевільний день, або Одруження Фігаро (спектакль)
Божевільний день або Одруження Фігаро — радянський телефільм-спектакль 1974 року за п'єсою Бомарше «Одруження Фігаро».

## Сюжет
У комедії Бомарше дотримані обов'язкові для класицизму три єдності: місця, часу і дії. Всі події розгортаються протягом одного дня в маєтку графа Альмавіва, і всі вони пов'язані з рішенням слуги графа Фігаро одружитися з Сюзанною — покоївкою графині Розіни. Тим часом до Сюзанні небайдужий граф, давно збайдужілий до своєї дружини; одружившись на Розин, він скасував феодальне право першої ночі, але ніщо не заважає йому добиватися «добровільної» згоди дівчини, тим більше що в його владі розладнати заручини.
Весіллю намагається перешкодити і закохана у Фігаро немолода домоуправительниця Марселіна: колись Фігаро взяв у неї гроші під розписку, в якій обіцяв або виплатити борг, або одружитися.
Судова тяганина Фігаро з Марселіно закінчується несподівано: через медальйон, який підкидьок Фігаро завжди носив на грудях, Марселіна впізнає в ньому свого сина.
Фігаро намагається відволікти сластолюбивого Альмавіву від Сюзанни, змусивши графа запідозрити в невірності власну дружину і ревнувати її до пажеві Керубіно. Але графу ніякі ревнощі не заважають продовжувати залицяння за служницею. Тим часом Розіна і Сюзанна розігрують власну партію, і зрештою сам Фігаро перестає розуміти, що відбувається: він дізнається про те, що його Сюзанна призначила графу побачення вночі в саду, але не знає, що на побачення замість Сюзанни прийшла Розіна.

## Дійові особи та виконавці
- Граф Альмавіва — Роман Ткачук, Олександр Ширвіндт (в телеверсії)
- Графиня Розіна, його дружина — Віра Васильєва
- Фігаро — Андрій Миронов
- Сюзанна — Ніна Корнієнко
- Марселіна — Тетяна Пельтцер
- Керубіно — Борис Галкін, Олександр Воєводін (в телеверсії)
- Фаншетту — Тамара Мурина
- Антоніо — Борис Новиков, Роман Ткачук (в телеверсії)
- Бартоло — Зиновій Високовський
- Базиль — Юрій Авшаров
- Дон Гусман Брідуазон — Георгій Менглет
- Дубльмен — Юрій Соковнін
- Судовий пристав — Г. Тусузов
- Гріпсолейль — Володимир Кулик (в телеверсії), Олексій Левинський
- Педрільо — Борис Кумарітов (в телеверсії), А. О. Васильєв
- Селянин — Олександр Пятков
- Слуги, селяни, селянки — Тетяна Єгорова, Валентина Шарикіна, Любов Фруктіна, Н. Феклісова та інші

## Творці вистави
- Режисер-постановник — Валентин Плучек
- Художник — В. Левенталь
- Костюми — В'ячеслав Зайцев, Валерій Левенталь
- Грим — Т. Кліманова
- Музика з творів Моцарта
- Диригент — А. Кремер

## Творці телеверсії
- Режисер — В. Храмов
- Головний оператор — Г. Криницький
- Звукооператор — В. Зосімович
- Монтажери — Н. Будник, Г. Ілюхіна
- Редактор — В. Розіна
- Директор картини — В. Вершинський

## Цікаві факти
- Спочатку у виставі роль Альмавіви грав Валентин Гафт. До того часу, як спектакль удостоївся честі бути знятим на плівку, його вже давно змінив Олександр Ширвіндт.
- Вистава йшла на сцені Театру Сатири 18 років.
- 14 серпня 1987 Андрій Миронов, не догравши фінальну сцену вистави, знепритомнів, а через два дні помер від геморагічного інсульту. Похований 20 серпня на Ваганьковському кладовищі в тому ж костюмі Фігаро, в якому грав.